# Cresmatoneta
Cresmatoneta là một chi nhện trong họ Linyphiidae.